# Allegheny-Buschratte

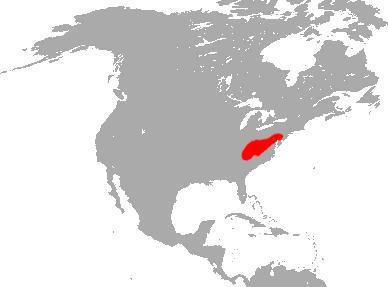
Verbreitungsgebiet der Allegheny

Die Allegheny-Buschratte (Neotoma magister) ist ein in den östlichen Vereinigten Staaten verbreitetes Nagetier in der Gattung der Amerikanischen Buschratten. Die Population wurde zeitweilig in die nahe verwandte Östliche Buschratte (Neotoma floridana) eingeordnet. Der deutsche Name bezieht sich auf die Allegheny Mountains, wo das Typusexemplar gefunden wurde. Der Artzusatz im wissenschaftlichen Namen ist das lateinische Wort für Meister oder Lehrer, wofür der Erstbeschreiber Spencer Fullerton Baird jedoch keine Erklärung gab.

## Merkmale
Mit einer Gesamtlänge von 310 bis 450 mm, inklusive eines 147 bis 210 mm Schwanzes ist die Art ein recht großes Nagetier. Weibchen sind mit einem Durchschnittsgewicht von 337 g etwas leichter als Männchen, die um 360 g wiegen. Auf der Oberseite ist graues bis graubraunes Fell vorhanden, das recht deutlich von der weißen Unterseite abgegrenzt ist. Der Schwanz ist oberseits dunkel, unterseits hell und moderat behaart.
Diese Buschratte ist verglichen mit der Östlichen Buschratte größer und sie hat längere Vibrissen. Zusätzlich ist eine Rinne vorhanden, wo Oberkiefer und Pflugscharbein miteinander verbunden sind. Der diploide Chromosomensatz besteht aus 52 Chromosomen (2n=52).

## Verbreitung
Das Verbreitungsgebiet zieht sich entlang der Appalachen und dem vorgelagerten Hügelland vom Nordostzipfel Alabamas bis nach Pennsylvania und New Jersey. Die Art erreicht dabei 1000 Meter Höhe. Sie bewohnt felsige Gebiete, die mit Wald oder spärlich bewachsen sind. Typisch für die Region sind Talus-Kegel, die dem Nagetier als Versteck dienen.

## Lebensweise
Die Allegheny-Buschratte baut Nester aus Ästen, Zweigen, Blättern und allerlei anderen Gegenständen, die oft in Felsspalten oder Höhlen angelegt werden. Manchmal befindet sich der Bau in einem verlassenen Gebäude. Er hat etwa einen Durchmesser von 30 bis 60 cm mit einer 12 cm breiten Kammer im Zentrum. Die Innenseite wird mit Rinde, Haaren und aufgefundenen Federn gepolstert. Gewöhnlich gibt es in der Nähe einen zweiten Haufen, wo Abfall gesammelt wird. Dieser kann neben essbaren Pflanzen auch Glassplitter, Metalldrähte, Papier oder Lumpen enthalten. Weshalb die Art diesen Unrat aufschichtet, ist nicht bekannt.
Außerhalb der Fortpflanzungszeit lebt jedes Exemplar für sich. Bei Mangel an passenden Revieren können mehrere Individuen ihre Baue dicht beieinander errichten. Die Individuen sind allgemein ruhig, doch bei Streitigkeiten zwischen Artgenossen kann es zu quiekenden Rufen kommen. Wenn mehrere Tiere dicht zusammen wohnen, entwickelt sich eine Hierarchie. Diese Buschratte ist vorwiegend nachtaktiv und ihre Nahrung besteht aus Zweigen, Blättern, Früchten und Pflanzensamen.
Die Paarungszeit variiert je nach Verbreitung und reicht allgemein vom Frühjahr bis zum Herbst. In Pennsylvania kommen in dieser Zeit bis zu drei Würfe vor. Nach 30 bis 36 Tagen Trächtigkeit werden bis zu vier Nachkommen geboren, die bei Geburt 15 bis 17 g wiegen. Die Jungtiere sind anfänglich nackt und blind. Wenn sie durchschnittlich 115 g wiegen, verlassen sie das Nest. Die Geschlechtsreife tritt nach 3 bis 4 Monaten ein, doch eine erfolgreiche Geburt von Nachkommen erfolgt frühestens nach 10 Monaten.
Die Allegheny-Buschratte wird von fast allen mittelgroßen Beutegreifern der Region gejagt. Dazu zählen Eulen, Marder, Füchse, Waschbären, der Rotluchs und Schlangen. Die Ursprungsbevölkerung fängt die Tiere als Lieferanten von Wildfleisch und in neuerer Zeit fallen einige Exemplare Personen zum Opfer, die das Nagetier mit eigentlichen Ratten verwechseln. Die Art steht mit der Weißfußmaus (Peromyscus leucopus), dem Virginia-Opossum (Didelphis virginiana) und dem Truthahngeier (Cathartes aura) in Konkurrenz um die Nahrung bzw. um das Revier.

## Gefährdung
Da das Habitat der Art speziell ist, können sich Veränderungen schnell negativ auswirken. Die Exemplare leiden oft an parasitischen Würmern. Laut Schätzungen ist das gesamte Verbreitungsgebiet während der drei Generationen vor 2008 mit fast 30 Prozent geschrumpft. Die IUCN listet die Allegheny-Buschratte in der Vorwarnliste (near threatened).